# Roanoke Dazzle
Roanoke Dazzle es un equipo de baloncesto estadounidense ya desaparecido, que jugó en la NBA Development League, la Liga de Desarrollo auspiciada por la NBA, entre los años 2001 y 2006. Tenía su sede en la localidad de Roanoke, en el estado de Virginia. Disputaban sus partidos en el Roanoke Civic Center, un estadio con capacidad para 9.828 espectadores.

## Historia
El equipo fue fundado en 2001, consiguiendo ser uno de los ocho elegidos para el estreno de la NBA D-League. El equipo fue propiedad de la NBA durante sus cinco años de existencia. El 1 de mayo de 2006 se anunció que el equipo no continuaría, pero dieron la opción de que fuese adquirido por algún particular para poder seguir funcionando. Al no haber nadie interesado, el 9 de mayo desapareció definitivamente el equipo.
Su mayor éxito fue llegar a semifinales en 3 ocasiones.

## Trayectoria
Esta es la trayectoria de los Dazzle en la NBADL:
| Temporada | Ganados | Perdidos | Clasificación |
| --------- | ------- | -------- | ------------- |
| 2001-2002 | 18      | 38       | 8º            |
| 2002-2003 | 24      | 24       | 3º            |
| 2003-2004 | 20      | 26       | 5º            |
| 2004-2005 | 26      | 23       | 4º            |
| 2005-2006 | 25      | 24       | 8º            |

## Jugadores destacados
- Andray Blatche (Washington Wizards)
- Cory Alexander (retirado)
- Mikki Moore (Sacramento Kings)
- Peter John Ramos (Alta Gestión Fuenlabrada)